# Dolmen von Løjerthus
Der Dolmen von Løjerthus ist ein Dolmen im Nordwesten von Kulhuse am Isefjord, bei Jægerspris im Norden des Hornsherred auf der dänischen Insel Seeland. Die Megalithanlage aus der Jungsteinzeit wurde von den Leuten der Trichterbecherkultur (TBK) zwischen 3500 und 2800 v. Chr. errichtet.
Die rechteckige, Nord-Süd orientierte und noch teilweise im etwa 1,0 m hohen Resthügel gelegene Kammer des Dolmen misst 1,2 × 0,7 m. Der große Deckstein wird von vier Tragsteinen gestützt. Ein Zugang und Zwischenmauerwerk sind nicht erkennbar.
Im östlicher gelegenen Nordskoven von Kulhuse stehen drei Eichen: Snoegen, Storkeegen und Kongeegen, wobei es sich um Dänemarks älteste Bäume handelt. Sie sind etwa 600, 800 bzw. 1500 Jahre alt. Die Kongeegen ist damit die älteste Eiche Europas.
In der Nähe liegen die Runddysser von Hjortegårdene und das Ganggrab 3 von Hjortegårdene.